# Aleph (psychodelik)
Aleph, DOT – organiczny związek chemiczny, enteogen, pochodna fenyloetyloaminy i amfetaminy. Zsyntetyzowany po raz pierwszy przez Alexandra Shulgina, opisany w PiHKAL z dawkowaniem 5–10 mg oraz czasem trwania efektów 6–8 godzin.